# Аргат-Юл
Аргат-Юл (Аргатъюл) — посёлок в Первомайском районе Томской области России. Входит в состав Улу-Юльского сельского поселения. Население 237 чел. (2021) .

## География
Находится на востоке региона, в таёжной зоне, недалеко от впадения реки Аргатъюл в Улуюл.
Уличная сеть состоит из 9 географических объектов: ул. Гагарина, Железнодорожная ул., Заозерная ул., Комсомольская ул., Кривая ул., Лесная ул., Новая ул., Школьная ул., Школьный пер.

## История
В соответствии с Законом Томской области от 10 сентября 2004 года № 204-ОЗ посёлок вошёл в состав Улу-Юльского сельского поселения.

## Население
| 2002 | 2010 | 2012 | 2013 | 2014 | 2015 | 2021 |
| ---- | ---- | ---- | ---- | ---- | ---- | ---- |
| 444  | ↘394 | ↘388 | ↘384 | ↘378 | ↗379 | ↘237 |

## Инфраструктура
Аргат-Юльская средняя общеобразовательная школа (Комсомольская ул., 18).
Культурно-досуговый центр п. Аргат-Юл (Комсомольская ул., 33), фельдшерско-акушерский пункт (ФАП), Аргат-Юльская библиотека,
отделение «Почты России».
Лесное и путевое хозяйства.
Развит туризм.
В 2016 году проведена телефонная связь.

## Транспорт
Автомобильный и железнодорожный транспорт. Автодорога регионального значения «пос. Улу-Юл — пос. Аргат-Юл». Автобусного сообщения нет , жители добираются до райцентра или на своем личном автомобиле,или нанимают того , у кого есть автомобиль.
На восток идёт лесная дорога, в вахтенный посёлок Алёнка.